# 最後の海底巨獣
『最後の海底巨獣』（さいごのかいていきょじゅう、DINOSAURUS!）は、1960年6月24日に公開されたアメリカの怪獣映画。『マックイーンの絶対の危機』などの低予算二流SF映画を数多く生み出し続けるイヤワース&ハリスコンビによって製作された。
日本ではAAA配給で公開された後、1972年11月4日にテレビ朝日『土曜映画劇場』にて『SF最後の海底恐竜』の題名で放映された。

## ストーリー
南海の島の海底から氷漬けのティラノサウルス、ブロントサウルス、そして原始人が発見され、それらが落電によって蘇り、島は大騒ぎとなる。

## キャスト
- バート・トンプソン：ウォード・ラムゼイ
- チャック：ポール・ルカザー
- ベディ・パイパー：クリスチナ・ハンソン
- ジュリオ：アラン・ロバーツ
- マイク・ハッカー：フレド・エンゲルバーグ
- チカ：ルキ・ブライン
- ジャスパー：ジャック・ヤンガー
- ダンピー：ウエイン・C・トレッドウェイ
- モウゼイ：ハワード・デイトン
- T・J・オレリー：ジェームス・ローガン
- ネアンデルタール人：グレッグ・マーテル
- ウイルヘルム・サミュエル

## スタッフ
- 監督：アーヴィン・ショーテス・イヤワース・ジュニア
- 製作：ジャック・H・ハリス
- 脚本：ジーン・イヤワース、ダン・E・ワイズバード
- 原案：ジャック・H・ハリス
- 撮影：スタンリー・コルテス
- 編集：ジョン・A・ブシェルマン
- 音楽：ロナルド・スタイン
- 美術：ジャック・センター
- 特殊効果：ティム・ガール、ワー・チャン、ジーン・ウォレン